# 轰炸卡萨
轰炸卡萨是指1941年6月26日，就在納粹德國發動巴巴罗萨行动四天后，三架身份不明的飞机對當時匈牙利的城市卡萨（今斯洛伐克的科希策）發動空袭，造成十几人死伤。  匈牙利當局认为是苏联人蓄意發動空襲。6月27日，匈牙利政府以此為借口向苏联宣戰。